# 让·格拉韦勒
让·格拉韦勒（法語：Jean Gravelle，1927年12月7日—1997年1月18日），加拿大男子冰球运动员，场上位置是后卫。他曾代表加拿大参加1948年冬季奥林匹克运动会冰球比赛，获得一枚金牌。